# Atentado al diario El Espectador
El atentado al diario El Espectador fue un ataque narcoterrorista  perpetrado por el cartel de Medellín, ocurrido en la madrugada del 2 de septiembre de 1989 en Bogotá, Colombia. Tuvo como autor intelectual del ataque Pablo Escobar y siendo autor material del hecho Brances Muñoz Mosquera, alias Tyson, con el propósito de silenciar al diario El Espectador luego de haber estado desde hace varios años atrás lanzando acusaciones, dedicando titulares enteros para ello, también sacando a luz varios archivos importantes con referencia al caso de Pablo Escobar, como por ejemplo que en 1976, cuando Escobar y su primo Gustavo Gaviria habían estado presos por narcotráfico, también habiendo estado a favor de la extradición de Los Extraditables a los Estados Unidos.

## Antecedentes
Antes de este atentado, ya habían ido en contra de El Espectador, cuando en 1986 fue asesinado el corresponsal del periódico en Leticia (Amazonas) Roberto Camacho Prada y luego, también en 1986, Jorge Elí Pabón, alias El Negro, asesinó a Guillermo Cano Isaza, director del diario desde hace 44 años. Luego de esto siendo también asesinado Héctor Giraldo Gálvez, abogado y periodista al servicio del diario el 29 de marzo de 1989.

## Hechos
A las 6:43 de la mañana del sábado 2 de septiembre en 1989, momento donde un carro bomba aparcado en una estación de gasolina al frente de la sede de El Espectador en Bogotá, estalló. El carro tenía 135 kilos de dinamita, hizo un estruendo de una magnitud que se escuchó en manzanas a la redonda. El atentado en sí, no fue mortal para nadie, dejando un saldo de al menos 73 heridos.
Lo que sí dejó, fue un rastro de destrucción en la sede con daños de muy buena parte de ella, dejando destrozos que dejaron esta importante sede entre los escombros. Al día siguiente, con máquinas que sobrevivieron al atentado, mas la ayuda prestada por parte de otros periódicos como El Tiempo, El Espacio y Vanguardia, sacaron en primera página del periódico bajo la premisa "¡Seguimos adelante!".

## Consecuencias
El atentado fue perpetrado dos semanas después de que fue asesinado en Soacha (Cundinamarca), Luis Carlos Galán Sarmiento, líder del movimiento político Nuevo Liberalismo y candidato presidencial por el Partido Liberal a la elecciones de 1990, asesinado por Jaime Eduardo Rocha Rueda. Por lo que este hecho, entre otros más, fue parte de la oleada de atentados del Cartel de Medellín durante el Conflicto armado interno de Colombia.
El 16 de octubre de 1989, fue realizado un atentado terrorista contra el diario Vanguardia Liberal, en Bucaramanga (Santander).
Esta oleada de violencia y terrorismo de parte de Los Extraditables siguió, cuando el 27 de noviembre de 1989, fue estallado en pleno vuelo un avión de la aerolínea Avianca, donde mueren 107 personas incluyendo la tripulación del vuelo, el atentado se adjudica a Pablo Escobar y Gustavo Gaviria, tenían como blanco dar de baja al entonces candidato y posterior presidente de Colombia entre 1990 y 1994: César Gaviria y representante del Partido Liberal, reemplazando a Luis Carlos Galán.
Una semana después, el 6 de diciembre de 1989 fue realizado el atentado al edificio del DAS en Bogotá, con blanco a Miguel Maza Márquez fue estallado un carro bomba, en las edificaciones del Departamento Administrativo de Seguridad (DAS) muriendo en este atentado 63 personas y dejando las instalaciones del DAS casi destruidas, atentado que dejó, también, más de 600 heridos.
El 15 de diciembre de 1989, en la Operación Apocalipsis, es abatido Gonzalo Rodríguez Gacha, narcotraficante y jefe militar del Cartel de Medellín.
El 26 de febrero de 1990, Silvia Duzán reconocida periodista investigadora quien trabajaba para Espectador, y hermana de la también periodista investigadora María Jimena Duzán, fue asesinada por paramilitares junto a cuatro líderes campesinos en Cimitarra Santander, en el momento en que ayudaba a producir un documental investigativo para la BBC de Londres sobre el fenómeno del narcotrafico y la generación del paramilitarismo en el Magdalena medio. 